# Heavenly (французская группа)
Heavenly — пауэр-метал-группа из Франции, основанная в 1994 году вокалистом Бенжамином Сотто и барабанщиком Максом Пило. Изначально они были кавер-группой и играли под названием 'Satan’s Lawyer', прежде чем превратиться в полноценную пауэр-метал-группу, играющую музыку с заметным влиянием Helloween. Группа записала демо с гитаристом Энтони Паркером, но он ушел из группы ещё до заключения контракта с Noise Records. Группа нашла замену в лице гитариста Криса Савоури и окончательно определилась с составом, когда в группу пришел бас-гитарист Лорет Джен.
В 2000 году вышел дебютный альбом Heavenly 'Coming From the Sky.' Альбом был хорошо встречен критиками и получил признание среди фанатов, что помогло группе принять участие в фестивале French Hard Rock Festival. После принятия в группу клавишника и смены бас-гитариста, Heavenly приняли участие в туре Stratovarius 'Infinite', в качестве разогревающей группы.
В 2001 Heavenly выпустили второй альбом Sign of the Winner, который тоже был хорошо встречен поклонниками. Для участия в европейском туре Edguy, Чарли Коби присоединился в качестве второго гитариста.
После выступления на Wacken Open Air в 2002, Heavenly начали работу на третьим альбомом 'Dust to Dust', который вышел в 2004 году.
В 2006 году вышел четвёртый альбом группы под названием «Virus». Этот альбом заметно отличается от предыдущих работ группы.
Согласно официальному сайту Heavenly, они будут открывать концерты Scorpions в течение их французского турне.

## Состав
- Benjamin Sotto — вокал
- Charley Corbiaux — гитара
- Matthieu Plana — бас-гитара
- Olivier Lapauze — гитара
- Thomas Das Neves — ударные

## Дискография
- Coming from the Sky (2000)
- Sign of the Winner (2001)
- Dust to Dust (2004)
- Virus (2006)
- Carpe Diem (2009)